# 米尔斯通河
米尔斯通河（英語：Millstone River）是拉里坦河的一条支流，长约38.6-英里（62.1-），位于美国新泽西州中部。